# Партиципаторное искусство
Партиципато́рное иску́сство, также партисипато́рное (от англ. participate — участвовать), — подход в искусстве, который предполагает вовлечённость публики в процесс создания произведения или в процесс его представления; «искусство участия».

## Суть
Утрата социалистической альтернативы развития общества, гегемония неолиберализма и концепции «конца истории», возникшие в последнее десятилетие XX века, создали запрос на социальный поворот в искусстве и обозначили распространение «социально-ангажированного искусства».
Коллективное и коммуникативное творчество получает широкое распространение в конце ХХ — начале XXI века. Резко возрастает число «художников взаимодействия», которые работают в рамках так называемой эстетики взаимодействия.
Во второй половине 90-х годов французский куратор и теоретик Николя Буррио первым предпринял попытку описать новое состояние искусства и художественного языка, характеризующихся вниманием к социальному измерению художественного произведения.
С начала 1990-х годов происходят распространение группового и социально ангажированного творчества. Зритель становится соучастником художественного творчества не только в выставочном пространстве, но и других общественных местах.
Николя Буррио предлагает термин «оперативный реализм» (фр. realismoperarif), который означает «двойную принадлежность к области функционального и к области эстетического». Этот термин призван охарактеризовать произведение, которое колеблется между функцией инструмента и функцией объекта созерцания.
Основываясь на трудах интеллектуалов второй половины XX века (Теодор Адорно, Луи Альтюссер, Ги Дебор, Мишель Фуко, Феликс Гваттари, Пьер Бурдьё), Н.Буррио выдвигает «эстетику взаимодействия» как реальную альтернативу искусству модерна с чётким разделением на активного субъекта художника и пассивный объект. Художник модерна создавал воображаемые и утопические миры — автономные объекты, которые культурная индустрия легко преобразовывала в товарную форму, отчуждая художника от общества, а произведение искусства — от зрителя, оставляя за ним лишь функцию потребителя.
Николя Буррио утверждает, что искусство взаимодействия — это «искусство, берущее в качестве своего теоретического основания сферу человеческих взаимодействий и её социальный контекст». Художники действуют в социальном поле и создают новые формы совместной жизни.
Подобные практики, характеризующиеся участием зрителя (а именно оно и определяло структуру произведения), были свойственны художникам 60-х — 80-х.
Также употребляется термин социально-ангажированное искусство (от фр. engager — обязывать, вовлекать).

## История и предпосылки становления
Выделяют три этапа становления искусства взаимодействия:

#### 1. Искусство европейского историческогоавангардаи победа социалистической революции в октябре 1917 года в России с последовавшим распространением левых идей в Европе.
Искусство этого периода, хотя и имело яркий политический окрас и было больше похоже на политическую манифестацию с целью пропаганды, но уже имело в себе вовлечение публики в художественный процесс. Одним из первых примеров такого искусства являются перформансы итальянских футуристов, идейно вдохновленных манифестом итальянского поэта Филиппо Томмазо Маринетти , в котором он провозгласил стремление футуризма связать авангард с массовой культурой. Стремление совместить авангард с массовой культурой наблюдается и в искусстве русских футуристов. Ярким подтверждением этого служат театральные эксперименты Пролеткульта, в частности постановка «Мистерия-буфф» в сотрудничестве Всеволода Мейерхольда и Владимира Маяковского, во время действия которой зрителям разрешалось передвигаться по залу, а в самом конце выходить на сцену вместе с актерами. Особое место в искусстве этого периода занимают выступления дадаистов во главе с Андре Бретоном в послевоенном Париже. Перформансы дадаистов не были идеологически окрашены, как это было в Италии и России, и имели более анархистский и иррациональный характер. Они представляли собой экскурсии по Парижу, которые превращались в выступления, в ходе которых они эпатировали публику, выкрикивали непристойные выражения, тем самым провоцируя публику на скандал и эмоционально вовлекая их в происходящее.

#### 2. Появление «неоавангардаи выступленияновых левых» в1968 году во Франциипротив политики авторитаризма, которые в конечном счёте привели к отставкеШарля де Голляи смене правительства.
Важную роль в искусстве этого периода сыграл Ситуационистский интернационал – «самое политический ангажированное из послевоенных художественных движений».  Ярким примером такого искусства является психогеографический путеводитель по Парижу Ги Дебора «Обнаженный город», который представляет собой карту города, на которой районы Парижа соединены красными стрелками, расположенными в хаотичном порядке. Сама карта бесполезна, потому что не показывает определенный маршрут прогулки по Парижу, но её суть заключается в другом: она является триггером, который побуждает человека обратить внимание на свои чувства, желания и эмоции, чтобы открыть город по-новому, а не следовать предписанному маршруту.
В это время происходит «социальный поворот» в искусстве, что можно видеть в практике Йозефа Бойса, Лижии Кларк, Палле Нильсена, Марины Абрамович и д.р.. Важную роль также сыграла деятельность Группы исследований визуального искусства (GRAV) – парижского творческого объединения, действующего в 1960-1968 годах. Они занимались проблемой понимания места художника в мире и формированием новых отношений между художником и зрителем. В ходе решения этих проблем они создают новое искусство, целью которого является активизация человека и обогащение его визуального опыта.  Примером такого взаимодействия является инсталляция «Лабиринт» на Парижской биеннале 1963 года, состоящая из нескольких этапов, которые было необходимо пройти зрителю

#### 3. Революции в странах Варшавского договора и падение коммунизма в странах Центральной и Восточной Европы. Вследствие социальных и политических потрясений в искусстве снова возникает интерес к социальности.
Распространяется феномен «социально-ангажированного искусства». Ключевым для этого искусства становится активное соучастие и взаимодействие зрителей и художников. Среди такого искусства можно выделить перформанс итальянского художника Маурицио Каттелана, который в 1991 году собрал футбольный клуб из североафриканских иммигрантов и провел для них несколько матчей в Италии. Ярким примером взаимодействия с миром чувств зрителя является перформанс Йоко Оно «Моя мама прекрасна», в ходе которого зрителям было предложено написать воспоминания о своих матерях и приклеивать их на стену.
Основателем искусства прямого действия является американский художник кубинского происхождения Феликс Гонсалес Торрес. Эстетический проект художника, по мнению некоторых ученых, был связан с теорией эпического театра Бертольда Брехта, в котором творческое выражение превращает зрителя из инертного приемника в активного рефлексивного наблюдателя и мотивирует социальное действие. В простые инсталляции художник вкладывает конкретные трагичные факты, тем самым воздействуя на эмоции зрителя и приглашая его к размышлению.
Инсталляция «Без названия» (Смерть от оружия)  представляет собой стопку белых листов, на каждом из которых перечислены имена 460 человек, убитых в США из огнестрельного оружия в период с 1 по 7 мая 1989 года. Каждый зритель может взять этот лист бумаги и произвести с ним любые действия. Таким образом каждый зритель становится перед нравственным выбором и метафорически берет на себя часть ответственности за эти трагедии.
Схожий концепт имеет другая работа художника «Без названия» (Общественное мнение) (1991), которая представляет собой 700 фунтов лакричных конфет, рассыпанных в углу. Конфеты выполнены в форме ракет, что отсылает к американскому милитаризму и цензуре.
Другая работа из конфетной серии взывает к проблеме СПИДа и называется «Плацебо». Она тоже представляет собой россыпь конфет на полу, которые обернуты в серебряную фольгу. Вес конфет составляет вес тела возлюбленного художника, умершего от СПИДа. Зритель снова попадает в ситуацию нравственного выбора: ему предлагается попробовать тело погибшего на вкус.
Одним из первых художников искусства взаимодействия является тайский художник Риркрит Тиравания. Художник полностью отказался от визуальности в своем искусстве. Суть его работы заключается в создании пространства для социальной активности, альтернативной игровой повседневности и приглашения зрителя к соучастию. Первая выставка Тиравания «Без названия» (Бесплатно) состоялась в 1992 году в Галерее 303 на Манхэттене. Художник переоборудовал пространство галереи под самодельную кухню. После этого Риркрит Тиравания готовил на этой кухне тайский карри, который любой посетитель мог поесть бесплатно. Впоследствии эта работа повторялась художником несколько раз. Художник стремится показать искусство для зрителя с помощью понятной ему повседневности.

## Развитие в теоретической мысли веков
- Люсьен Леви-Брюль, «Сверхъестественное в первобытном мышлении» (1927).

Впервые использовал термин «партиципация» или «партисипация».
- Генри Дженкенс

Автор выделил, что феномен партиципации наиболее ярко выражен именно в цифровой среде. Благодаря распространению цифровых технологий каждый пользователь получает возможность стать автором и создавать собственный контент.
- Антонен Арто, "Театр и его двойник" (1938).

В сборнике Арто отрицает традиционный театр, направленный на удовлетворение интересов публики, и предлагает концепцию театра жестокости – театра, который представляет собой тотальную постановку, в ходе которой художник и публика, приобщаются к своим первоначалам с помощью жеста, ритуала и катарсиса.
- Ги Дебор, «Психогеография».

Ги Дебор пытается преодолеть эту опосредованность с помощью психогеографии - и переустройство мира путем активного вмешательства в среду города как эпицентра развития современной цивилизации, где раньше и ярче всего проявляются ее изменения. Одной из главных идей психогеографии Дебора является конструирование ситуаций, которые позволят преодолеть отчуждение социальной жизни человека и побороть общество спектакля. Эта идея нашла практическое отражение в трёхстороннем футболе – разновидности футбола, придуманной ситуационистом Асгером Йорном. Для психогеографии также важна концепция дрейфа – это ничем не опосредованное исследование городских ландшафтов, под влиянием чувств и эмоций.
- Николя Буррио:

"Что такое «оперативный реализм?" (1993)
Предлагает понятия, теоретизирующие искусство взаимодействия. Вводит понятие "оперативный реализм": означающее сохранение произведением искусства и утилитарного, и эстетического значения. Это понятие отличается от понятия «рэди-мейд», введенного в начале XX века французским художником Марселем Дюшаном, означающее произведение искусства, которое потеряло свое изначальное утилитарное значение ради эстетического. В качестве примера оперативного реализма Буррио приводит модернистскую архитектуру - «идеальное произведение призвано было желать не только чтобы его рассматривали, но чтобы в нем жили».
"Реляционная эстетика" (1998)
Искусство взаимодействия по Н. Буррио - «набор художественных практик, отправной точкой которых является сфера человеческих взаимоотношений».
- Клэр Бишоп:

"Антагонизм и реляционная эстетика" (2004)
Критикует «реляционную эстетику» Н. Буррио, которую он связывает с «социальным поворотом», произошедшим в начале 90-х годов, и считает, что он произошел гораздо раньше, еще в 60е годы.
"Искусственный ад: партиципаторное искусство и политика зрительства" (2012)
Вводит понятие «партиципаторное искусство» и проводит его анализ с европейского исторического авангарда с перформансами дадаистов, экспериментами Пролеткульта и огромное внимание уделяет искусству 60-х годов, связанному с движением ситуационистов, а также художникам 70-80-х годов в Восточной Европе и Латинской Америке.
- Борис Гройс, «Генеалогия партиципативного искусства» (2007)

Главной причиной возникновения искусства взаимодействия, по мнению Гройса, является зависимость искусства от мнения публики и решение проблемы невостребованности произведения искусства привлечением публики, в результате чего критика такого произведения является самокритикой.

## Влияние на искусство
Новый подход к определению понятий и методов в искусстве вернул художественным практикам этот критический потенциал — взаимодействовать с окружающим миром и преобразовывать его.
Практики и инициативы социально-ангажированного искусства в большинстве случаев были направлены на то, чтобы заполнять пустоты социальных связей. Они должны были внедряться в общество, как определённые территории, внутри которых, возможно, существуют иные типы отношений между людьми.

## Влияние на общество
Такое художественное произведение создаёт социальную среду, в которой люди собираются вместе, чтобы участвовать в совместной деятельности, в нём аудитория предполагается как сообществo.
Партиципаторное искусство стирает границу между художником и зрителем. Зритель становится важным звеном происходящего, даже выполняя пассивную роль наблюдателя. Это также влияет на иерархию в музеях и галереях. Появляется концепция "музея 2.0" или "партиципаторного музея", где главным становится не только музейный предмет, но и голос зрителя.

## Партиципаторное искусство сегодня
Сегодня социально-ориентированное искусство или искусство взаимодействия — понятие, которое описывает поле разнообразных художественных практик участия и сотрудничества, направленных на прямое взаимодействие между людьми. Оно связано с поиском новых оснований социальной жизни, то есть, мобилизации человека посредством его вовлечения в физическое или символическое пространство участия, и стремлением к преодолению этого отчуждения, которое свойственно сегодня социальному пространству в виду определённых эффектов капиталистического устройства мира.

## Примеры
- Партиципаторный музей Нины Саймон.

Нина Саймон выстраивает свою теорию на одном тезисе: в XXI веке музей может «производить» уникальный, ориентированный на зрителя опыт. Выставка, вдохновляющая зрителей на ответное действие без навязчивых современных технологий. Соучастие строится на приглашении зрителя стать частью музейной жизни: «произвести» собственный контент или приобщиться к чужому опыту. Этому могут способствовать как традиционные маркетинговые приёмы, которые используют странички учреждений в социальных сетях, рассылки и сайты музеев, так и более сложные техники: коллективные игры и индивидуальное взаимодействие с каждым зрителем.
- «Инертный газ» Роберта Барри

Эксперимент был осуществлён в конце 60-х годов. При его реализации художник заявлял некоторые условия, при которых возможна встреча с искусством. Например, он рассылал приглашения, в которых указывал, что «утром 5 марта в определённый момент 69 кубических метров гелия будут выпущены в атмосферу». Соответственно, собравшиеся в нужное время в нужном месте зрители должны были засвидетельствовать это не видимое глазу событие. Сам процесс выпускания газа из металлического баллона был фотографически задокументирован художником.
- Работа Софи Калле 1981 года под названием «Отель».

Эта работа представляла собой следующее: весной 81-го художница устроилась на работу горничной в одну из гостиниц Венеции, где проработала в течение трёх недель. В её ведении находились двенадцать комнат. При уборке она фотографировала вещи постояльцев и характерные детали интерьера, которые, с её точки зрения, отражали личность человека, живущего в номере. Полученные снимки она сопровождала описанием, в котором фактологическую документацию соединяла со своими личным переживаниями, впечатлениями от этих предметов и представлениями о жизни людей, которых она не знала.
- «В присутствии художника», Марина Абрамович, MOMa Нью-Йорк, 2010

Перформанс проведен во время одноименной выставки в 2010 году в Музее современного искусства в Нью-Йорке. Марина Абрамович в течение трех месяцев каждый день неподвижно сидела в атриуме музея. Каждый посетитель мог сесть напротив художницы и посмотреть ей в глаза. Запрещено было прикасаться к художнице и разговаривать. Каждый человек мог находиться напротив художницы любое количество времени. Перформанс длился в общей сложности 736 часов. Марина Абрамович посмотреть в глаза 1545 людям. Каждый из посетителей имел уникальную возможность на короткое время приблизиться к художнице и ее присутствию, пережить особый опыт взаимодействия с ней, непосредственно становясь частью произведения искусства.
- "Испытательный полигон", Карстен Хёллер, Tate Modern, 2006

Инсталляция представляла собой 5 металлических горок, закрученных в спирали, которые тянутся от верхних этажей галереи до самой земли. Каждый посетитель мог прокатиться на этих горках, испытать на себе момент отсутствия контроля, свободного падения, и тем самым получить уникальный опыт проживания искусства, прожить его на уровне нервного возбуждения, что не предоставляет обычный созерцательный опыт в художественном музее. Карстен Хёллер воссоздает с помощью своих инсталляций, в которых он использует образы парков развлечений, атмосферу карнавала, который, как заметил русский философ Михаил Бахтин, был временным освобождением от «господствующей правды и существующего строя, временную отмену всех иерархических отношений, привилегий, норм и запретов.
- "Этот прогресс", Тино Сигал, Музей Соломона Р. Гуггенхайма, 2010

Тема ответственности зрителя является ключевой в искусстве англо-немецкого художника Тино Сигала (1976 г.), который считает зрителя частью «демократической социальной формации, в которой слово принадлежит ему». Ярким примером такого привлечения зрителя является перформанс художника «Этот прогресс», показанный в 2010 году в Музее Соломона Р. Гуггенхайма в Нью-Йорке. Тино Сигал убрал все произведения искусства из спиралевидной ротонды, спроектированной Фрэнком Ллойдом Райтом, и использовал ее как площадку для бесед. На первом этаже зрителя встречал ребенок, который задавал каждому вопрос «Что такое прогресс?». Далее следовал короткий диалог с ребенком, и на следующем этаже зрителя встречал старшеклассник, потом юноша, взрослый, которые также спрашивали у зрителя о прогрессе. По мере следования по ротонде и шкале возрастов зрители вели серьезную беседу о прогрессе. Эта работа бросает вызов традиционной среде художественного музея отсутствием материальных предметов и сосредотачивает свое внимание на мимолетном социальном взаимодействии. Кроме этого, Тино Сигал делает зрителя не пассивным зрителем, а активным участником, ответственным за реализацию произведения искусства.
- Swiss Passport Office[28], Томас Сакс, Galerie Thaddaeus Ropac в Лондоне, 2018

В Swiss Passport Office художник дает возможность каждому желающему получить швейцарский «паспорт». Перформанс длился 24 часа. В комнате галереи был воссоздан кабинет, где проходили собеседования, а также выдавали паспорт в обмен на 20€. По мнению художника, «швейцарский паспорт — самый престижный бренд среди международных удостоверений личности». Помимо того что нужно было отстоять огромную очередь, ведь от желающих отбоя не было, каждый посетитель заполнял анкету и фотографировался. Самое интересное уже происходило в комнате: «офицеры» проводили с каждым собеседование и задавали множество неудобных вопросов. Нужно было то обозначить уровень своих доходов, то рассказать о последнем запоминающемся сексуальном опыте. Похожий на настоящий «паспорт», который выдавали в конце, хоть и являлся материальным свидетельством, но главной составляющей перформанса не был. Тут Сакс недвусмысленно намекал на новую политику Трампа в отношении иммигрантов, а также на ситуации в мире, связанные с вынужденной сменой страны проживания, к примеру во время военных действий. Именно пережитый опыт становился тем, что у человека, в отличие от дома, страны проживания или даже паспорта, нельзя отнять.

## Альтернативные точки зрения
Клер Бишоп, американская исследовательница современного искусства в статье «Антагонизм и реляционная эстетика» критикует «эстетику взаимодействия» Николя Буррио и её модели соучастия и демократии, как подчинённые общему тренду «социального поворота» в искусстве, произошедшего в начале 1990-х годов после распада социалистического блока и возникновения феномена «социально ангажированного искусства».
Своё начало такое искусство берёт в середине 1960-х годов.: ещё бразильский художник Элио Ойтисика сотрудничал с танцорами самбы в фавелах Рио, а датский иллюстратор Палле Нильсен превращал в детскую площадку Музей современного искусства в Стокгольме. К художникам «социального поворота» относятся также практиковавшие в 1970—1980-е годы Йозеф Бойс, Лижия Кларк, Стефан Уиллатс, «Group Material» и другие. Но общим трендом социальное искусство становится именно после 1990 года, когда наряду с возросшим количеством подобного рода арт-практик множится и число терминов для их обозначения: «социально ангажированное искусство» (англ. socially-engaged art, Жак Рансьер), «коллаборативное искусство» и «диалогическое искусство» (англ. collaborative art, англ. dialogic art, Грант Кестер), «пограничное искусство» (littoral art, Брюс Барбер), «интервенционистское искусство» (interventionist art, Грегори Шолетт) и других.
К. Бишоп выделяет три исторических периода, в которые проявлялся наибольший интерес к социальным практикам: европейский исторический авангард и триумф левой идеи в 1917 году; неоавангард 1968 году, когда «художественное производство внесло свой вклад в критику авторитаризма, угнетения и отчуждения»; падение коммунизма и крах политики «большого нарратива» в 1989 году. Каждый из этих периодов отличало переосмысление отношения искусства к социальному, пересмотр способов художественного производства, его потребления и анализа.
Искусство взаимодействия не укладывалось в общепринятые конвенции и нормированные схемы восприятия.
Как утверждает американская исследовательница Клэр Бишоп, современное партиципаторное искусство не стоит рассматривать как завершенную идею, объект или образ. Это бесконечный процесс, который нужно анализировать как один из способов генерации нового социального и художественного опыта.

## Роль партиципаторного искусства в массовой культуре
В последнее время рост популярности социальных сетей, появление современных технологий и новых медиа приводят к перерассмотрению понятия партиципаторности ангажированности, и перехода к постпартиципаторности.
Работая в эстетике взаимодействия, художники могут не опасаться давления институциональной критики. Очень сложно происходит процесс обозначения чётких границ социального дискурса, поэтому произведения могут подвергаться вмешательству в них политики, антропологии, социологии, активизма и другого. При анализе «искусства участия» встаёт вопрос о возможности автономии искусства, который является одним из основополагающих в художественной теории.